# دونان (کارولینای جنوبی)
دونان(به انگلیسی: Dunean) شهری در ایالت کارولینای جنوبی کشور ایالات متحده آمریکا است که جمعیت آن در سرشماری سال ۲۰۱۰ میلادی، ۳٬۶۷۱ نفر بوده‌است.